# Cosmoscarta insularis
Cosmoscarta insularis är en insektsart som beskrevs av Victor Lallemand 1922. Cosmoscarta insularis ingår i släktet Cosmoscarta och familjen spottstritar. Inga underarter finns listade i Catalogue of Life.